# Marcus Messorius Diligens
Marcus Messorius Diligens war ein im 2. und 3. Jahrhundert n. Chr. lebender Angehöriger des römischen Ritterstandes (Eques).
Durch eine Inschrift, die beim Kastell Habitancum gefunden wurde und die auf 211/217 datiert ist, ist belegt, dass Diligens Tribun war. Laut John Spaul war er Tribun der Cohors I Vangionum, die in der Provinz Britannia stationiert war.